# Teatr Przedmieście
Teatr Przedmieście – powstał w 2001 roku w Krasnem pod Rzeszowem z inicjatywy Anety Adamskiej. W sierpniu 2006 r. teatr zmienił swoją siedzibę na Łańcut, a od 2010 roku działa niezależnie i wystawia swoje sztuki w Kulturalnej Piwnicy w Rzeszowie przy ul. Reformackiej 4.
Teatr ma na swoim koncie głównie autorskie spektakle: "Opowieść" (2004), "Trzy historie o Ewie" (2005), "Tango" (2007), "Niebo" (2008), "Za szafą" (2008), "Pierwszy" (2009), "Obietnica" (2011), "Tchnienie" (2012), "Ja jestem" (2014), "Kroniki podwórkowe" (2017), "Kiedyś Ci opowiem..." (2021), "Śpiewająca z Wilczkami" (2022), "Ceremonia" (2023) i "Wszechświęte" (2024), a także przedstawienia inspirowane dziełami literatury polskiej i światowej: "Święto" (2011), "Dybuk Rzeszowski" (2013), "Scenariusz" (2014), "Podróż" (2015), "Circus Paradise" (2016), "Ostatnie rozdanie" (2016), "Teatr Cudów" (2016), "Faust" (2018), "Otello tonight!" (2019), "Matecznik" (2022), "Śmierć na gruszy" (2022), "Opowiastki frywolne" (2022), "Makbet. Głosy z ciemności" (2023) [Finalista Konkursu Głównego o Złotego Yoricka na 28. Międzynarodowym Festiwalu Szekspirowskim w Gdańsku] oraz "Dziurdziowie. Zapomniana opowieść" (2024), które wystawiane były na wielu scenach w kraju i za granicą (Francja, Włochy, Niemcy, Słowacja, Ukraina). Wielokrotnie doceniany za swoją pracę artystyczną jedyny rzeszowski teatr autorski może się poszczycić wieloma nagrodami i wyróżnieniami. "Przedmieście" współpracuje także z Ośrodkiem Teatralnym CREARC w Grenoble, Theater Frankfurt, Accademią Internatzionale dell' Attore z Rzymu, Forn de Teatre Pa'tothom z Barcelony i Stowarzyszeniem Processus - Le Retour d'Ulysse z Paryża.
Co roku teatr organizuje imprezy o zasięgu regionalnym, ogólnopolskim i międzynarodowym, m.in. Źródła Pamięci "Grotowski, Kantor, Szajna", Ogólnopolskie Warsztaty Teatralne, Festiwal Teatralny Buda Jarmarczna, a także zajęcia edukacyjne dla dzieci, młodzieży i dorosłych.
Obecnie zespół Teatru Przedmieście tworzą: Aneta Adamska, Jakub Adamski, Krzysztof Adamski, Miłosz Ruszała, Maciej Szukała i Iwona Błądzińska.